# アブラーム＝ルイ＝ロドルフ・デュクロ
アブラーム＝ルイ＝ロドルフ・デュクロ（Abraham-Louis-Rodolphe Ducros、1748年7月21日 - 1810年2月18日）はスイス生まれの画家、版画家である。水彩画（ガッシュ）で油絵と同じような規模の風景画を描き、水彩画の歴史で特筆される画家である。

## 略歴
ヴォー州ブロイエ・ヴュリーのMoudonに生まれた。1769年にジュネーブに移りファッサン（Nicolas-Henri-Joseph de Fassin）に学んだ後、イタリアに移り、1776年の終わりからローマに住んだ。1778年にオランダ貴族に雇われてシシリーとマルタへの旅に同行し、旅先で300点近い水彩画を描いた。1793年までローマで風景画家として働いた。版画家のジョヴァンニ・ヴォルパトと協力して24点のローマやその周辺の風景を版画にして1780年に出版した。1782年にロシア大公パーヴェル・アレクサンドロヴィチの依頼て2点の作品を描き、同じ年にローマ教皇、ピウス6世にも作品が買い上げられ、1784年にはスウェーデン王、グスタフ3世が多くの作品を買い上げたが、デュクロにとっての最大の顧客は、「グランドツアー」でイタリアを訪れる、イギリスの貴族、上流階級の子弟であった
。
フランス革命の混乱から、ローマ教皇領の多くのフランス人は追放され、フランス系のデュクロも1793年に追放され、アブルッツォに移った後、ナポリで1799年まで暮らした。ナポリで描いた風景画もイギリス人の貴族が購入した。1800年にイギリス領になった、マルタに移り、トーマス・グラハム将軍のためにマルタの街バレッタの風景を描いた。
1807年の夏にスイスに戻り、ニヨン、ローザンヌで暮らし、1807年にジュネーブの美術協会の名誉会員となり、1809年にはベルンの美術学校の教授に任命されたが就任する前にローザンヌで没した。
デュクロの作品はローザンヌの美術館やイギリスのブラモール・ホール（Bramall Hall）などで見ることができる。

## 作品

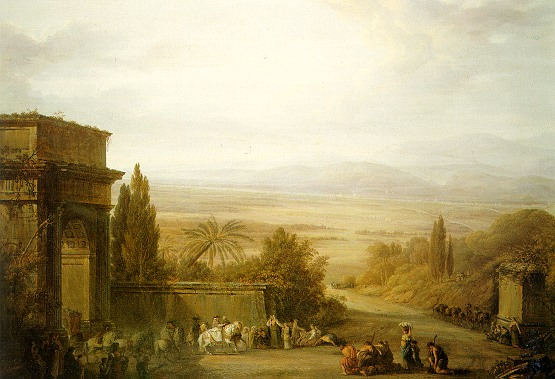
ポンティノ湿地を訪れるピウス6世 (1786、油絵）
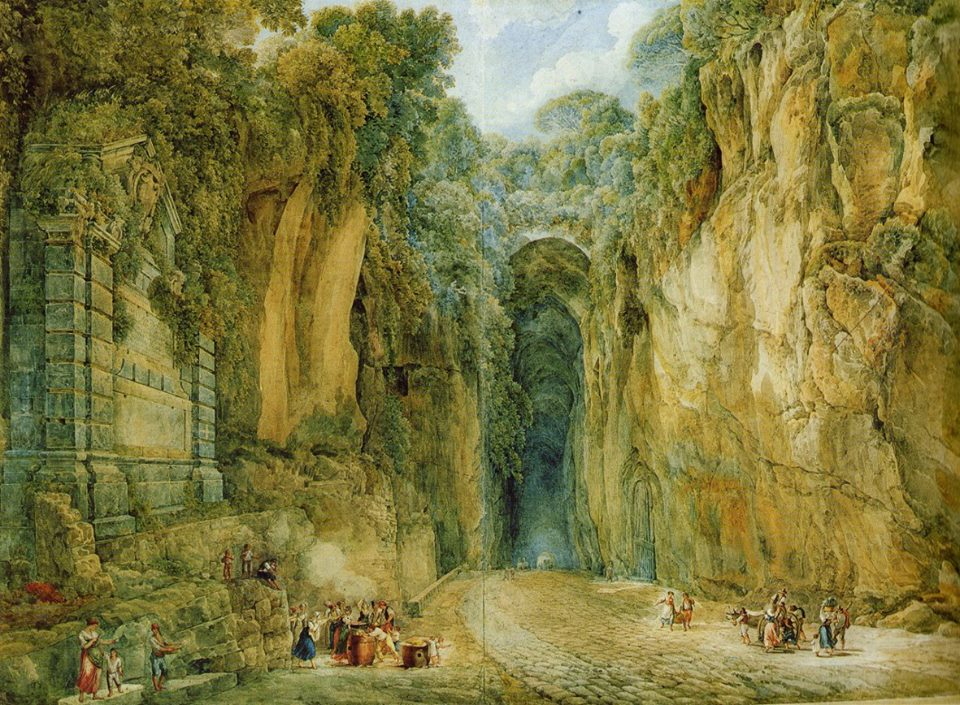
Crypta Neapolitana
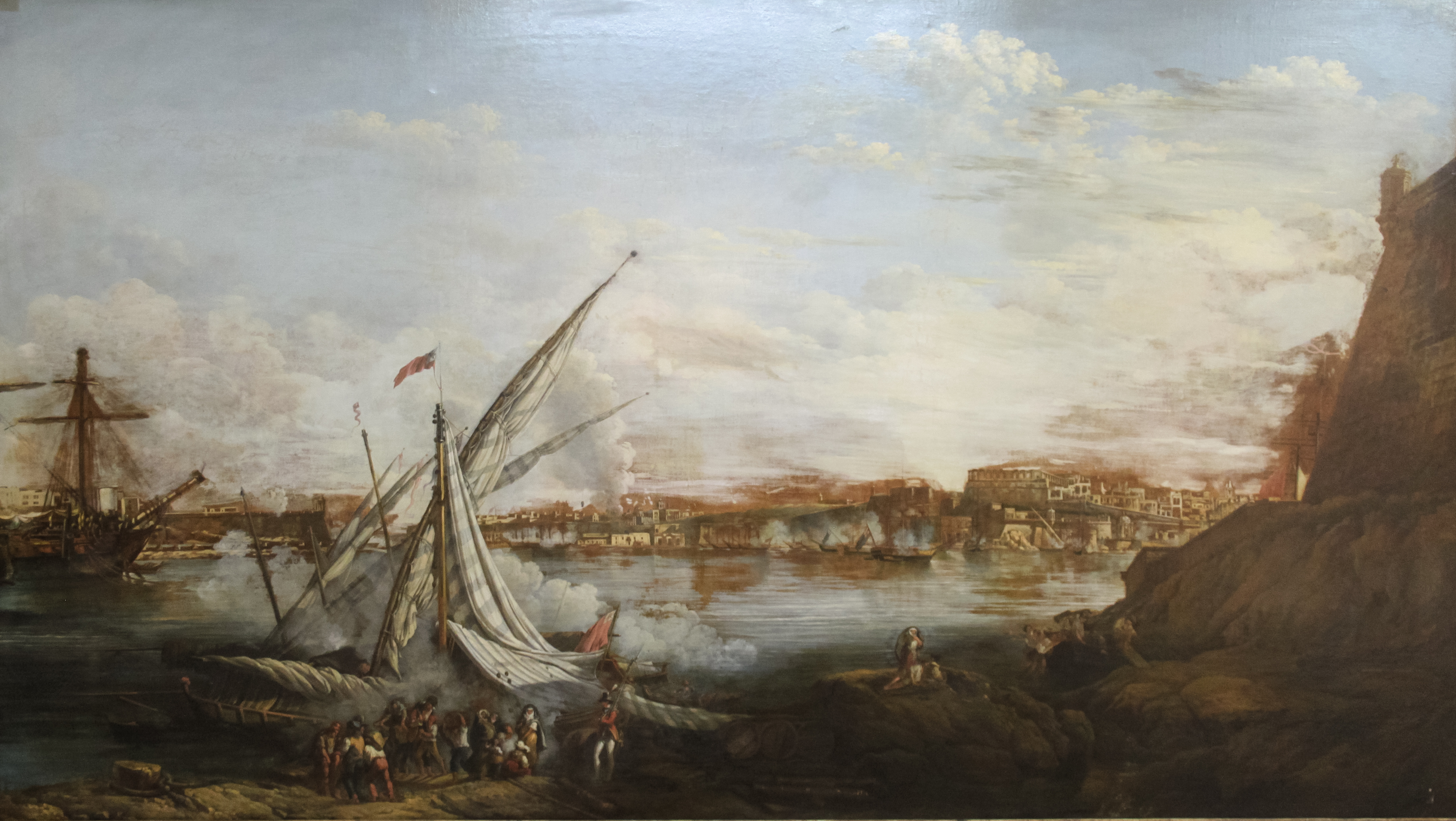
Grand Harbour
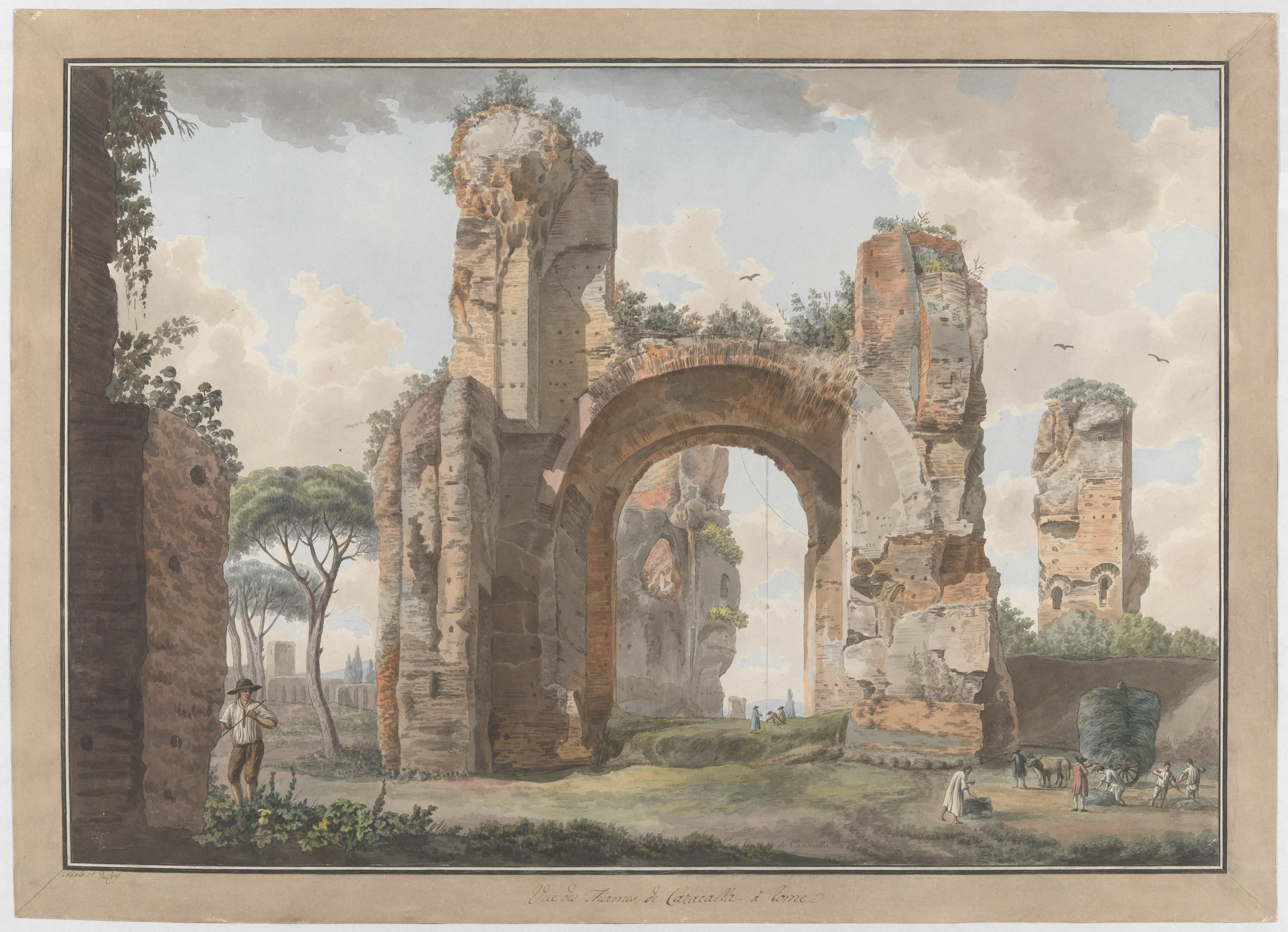
Baths at Caracalla(版画)
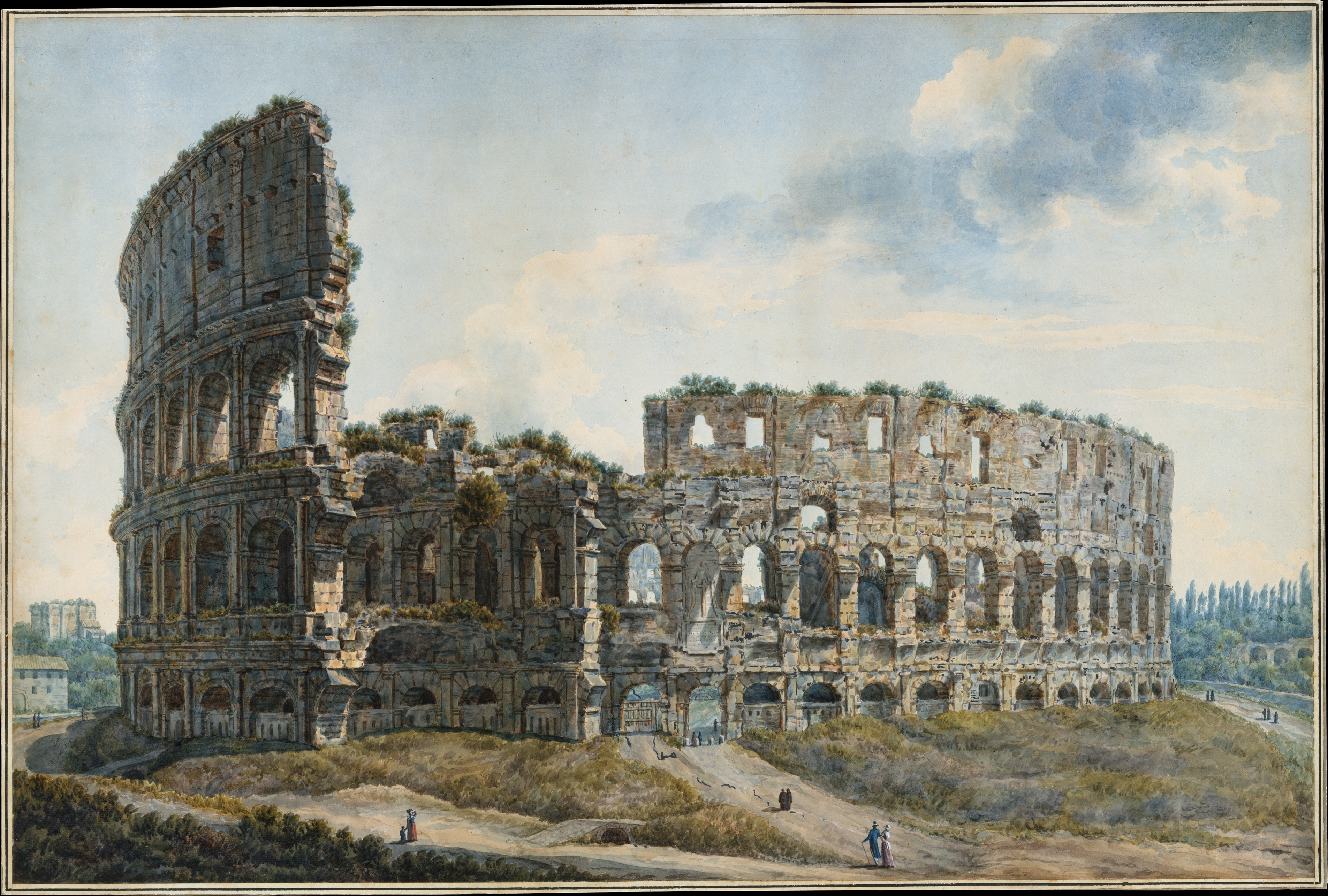
Colosseum
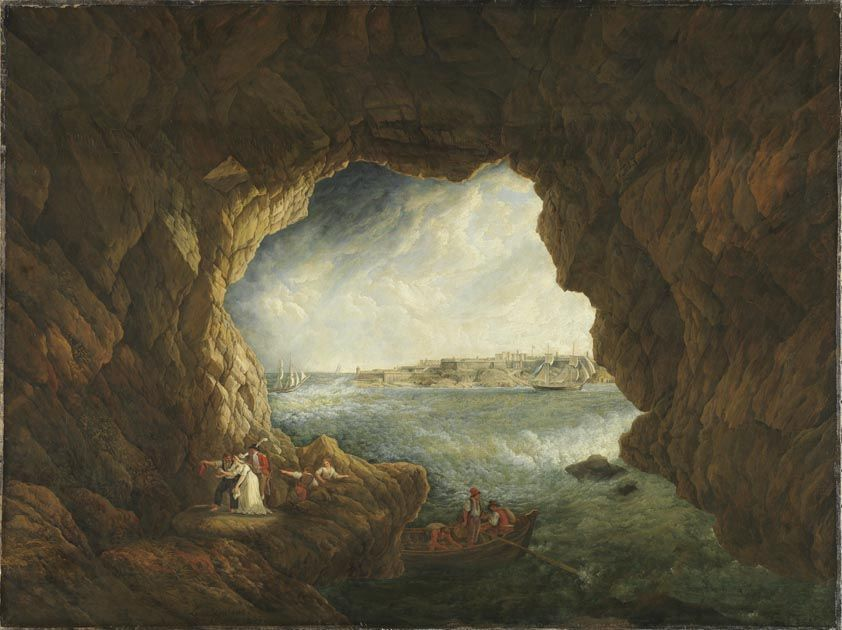
マルタの洞窟